# 湘南ゴールド

神奈川県　根府川分室　原木

果実と果実を使ったビール

湘南ゴールド（しょうなんゴールド）は、神奈川県が開発した柑橘類の品種。「今村温州」と神奈川県西部で採れる「ゴールデンオレンジ（黄金柑）」の交配により作られた。交配後その実生の中から選抜、増殖を行いながら特性の調査を継続し、1999年にその特性が安定していることを確認して育成を完了した。交配後、12年かけて品種登録を行い、2006年から出荷を開始している。神奈川県の県内農林水産物の選定制度である「かながわブランド」に選ばれている。

## 特徴
消費低迷による生産者の経営破綻の懸念を解消するために、神奈川県農業技術センターが開発した柑橘類であり、華やかな香りと最高12度の糖度を特徴とする。ゴールデンオレンジの懸念事項であった果実の小ささを温州みかんと交配することで解消しており、温州みかんが市場から姿を消す4月から5月にかけて出荷することができる品種である。
4月に成熟するが、仮貯蔵してから食べると成熟時にやや強めであった酸味が弱くなり風味が向上する。
2010年、松沢知事（当時）は、湘南ゴールドの生産量拡大に力を入れ、横浜駅西口の百貨店、横浜髙島屋で自ら店頭に立ち湘南ゴールドの実を握って「必ず神奈川のブランドになる。（宮崎の）東国原知事のマンゴーに負けられない」と力説した。また、2012年、黒岩知事（当時）は「かながわ食の大使」でパティシエの柿沢安耶と横浜高島屋で湘南ゴールドを使った野菜スイーツ作りを実演し、湘南ゴールドを宣伝した。2014年には栽培園を訪れ、本格的な出荷に向けた初もぎを行った。
生産者と関係機関（かながわ西湘農業協同組合・神奈川県農業技術センター）によるシンニング（摘果）方法の検討会を開催し、試験樹を設置、栽培技術と品質の向上を行っている。
湘南ゴールドピューレを使用したUHA味覚糖による「ぷっちょ・まぼろしのオレンジ」やランチパック　が販売された。
また、2012年6月には湘南ゴールドを使用した「湘南ゴールドワイン」が発売された。
湘南ゴールド果汁を用いたのど飴もライオン菓子から発売されている。

## 収穫量
初出荷年の2006年には450 キログラム程であったが、2010年には約41.6 トンとなっており、その全てが神奈川県において生産されている。

## 参考資料
- 真子, 正史、鈴木, 伸一、浅田, 真一「「黄金柑」より大きく,果皮の滑らかな,さわやか味のかんきつ新品種「湘南ゴールド」」『研究成果情報 果樹・野菜-花き・茶業・蚕糸 関東東海農業』2000年、370-371頁、ID:200902108737806836 - J-GLOBAL、Feb-2013閲覧 エラー: 閲覧日が正しく記入されていません。。
- 真子, 正史 (Manago, Masashi); 鈴木, 伸一 (Suzuki, Sin-ichi); 鈴木, 誠 (Suzuki, Makoto); 浅田, 真一(Asada, Shin-ichi) (2004). “カンキツ新品種'湘南ゴールド (A New Citrus Cultivar 'Shonan-gold')”. 神奈川県農業総合研究所報告 (Bulletin of the Kanagawa Prefectural Agricultural Research Institute) 145:  35-41. NAID 40006447787. ID:200902245650237565 - J-GLOBAL. - 前件と同じ著者らだが、英語抄録あり。
  - Agriknowledge (PDFリンク案内あり)
  - Agri-kanagawa (pdf)

- 種苗法の説明（PDF：240KB） - 愛媛県